# Elyseum
Ne doit pas être confondu avec Elysium.
Pour les articles homonymes, voir Élysée.
L'Elyseum est un musée consacré à l'énergie situé à Göteborg (Suède).